# バーバの市

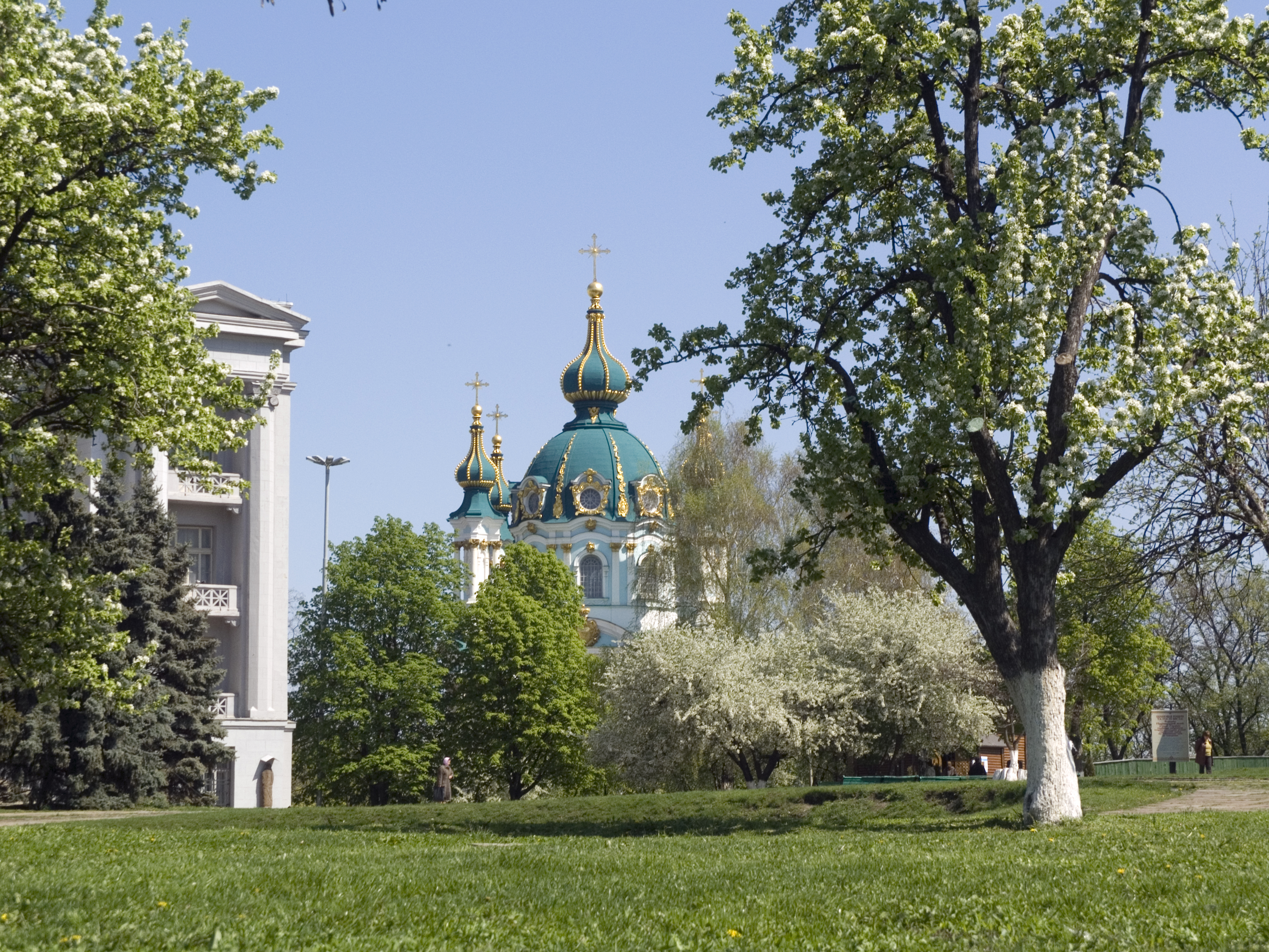
古キエフ山の天辺。歴史博物館（左）と聖アンドリーイ教会（中央）。

バーバの市（ウクライナ語：Бабин торжок、バーブィン・トルジョーク）は、ウクライナ首都キーウにあった歴史的地名。10世紀から13世紀にかけてルーシ時代のキーウにおける中央広場。古キエフ山にあった上町（古キエフ）、什一聖堂と大公の宮殿の隣に位置していた（現在の聖アンドリーイ教会と什一通りの間）。『ルーシ年代記』によれば、広場では989年にヴォロディーミル聖公がケルソネソスから持ってきた青銅のクアドリガと複数の銅像（ウクライナ語でバーバ）が置かれたため、「バーバの市」（像の市）と呼ばれるようになったという。広場は上町の市場として利用されたが、場合によって閲兵式の場として利用されたこともあった。1240年にモンゴル帝国がキーウを陥落させた後に荒地となった。1830年代に開拓工事にともなって、旧来の広場の地形が失われ、広場の跡の一部にヴォロディーミル通りが敷かれた。1934年の広場の隣、古キエフ山の天辺にウクライナ国立歴史博物館が建設された。

## リンク
- （ウクライナ語） 「バーバの市」『キエフ大辞典』

座標: 北緯50度27分30秒 東経30度30分58秒 / 北緯50.45833度 東経30.51611度